# سیامک نعمتی
سیامک نعمتی (زادهٔ ۲۸ فروردین ۱۳۷۳) یک بازیکن فوتبال اهل ایران است که در پست هافبک برای باشگاه فوتبال گل‌گهر سیرجان در لیگ برتر خلیج فارس بازی می‌کند.

## دوران باشگاهی

### سایپا
نعمتی سال های آغازین فوتبال خود را با بازی در تیم نونهالان سایپا آغاز کرد و موفق به زدن ۶ گل برای این تیم و ۲ گل برای جوانان سایپا شد. 

### استیل آذین
بعد از نونهالان سایپا،سپس ۲ سال را در تیم جوانان استیل‌آذین سپری کرد و بعد از آن به مقاومت تهران پیوست.

### پیکان تهران

#### فصل ۱۳۹۴–۱۳۹۳
سیامک نعمتی در سال ۱۳۹۳ با عقد قراردادی به تیم پیکان پیوست. نعمتی اولین بازی خود را برای پیکان در لیگ برتر به عنوان بازیکن تعویضی در مقابل نفت مسجدسلیمان انجام داد.
در پایان لیگ برتر، پیکان در رده پانزدهم قرار گرفت و نعمتی به همراه پیکان به لیگ آزادگان سقوط کرد.

#### فصل ۱۳۹۵–۱۳۹۴
اولین گل نعمتی برای پیکان، در پیروزی ۲–۱ پیکان در مقابل نساجی در هفته بیست و چهارم لیگ آزادگان بود که گل دوم را به‌ثمر رساند. در هفته بیست و پنجم لیگ آزادگان، در پیروزی ۳–۱ پیکان در مقابل پارسه، نعمتی توانست گلزنی کند. در هفته بیست و نهم لیگ آزادگان نعمتی تک‌گل پیروزی‌بخش پیکان را در مقابل آلومینیوم هرمزگان به‌ثمر رساند.
در پایان لیگ آزادگان، پیکان با ۶۹ امتیاز قهرمان شد و به لیگ برتر صعود کرد.

#### فصل ۱۳۹۶–۱۳۹۵
در تساوی ۱–۱ پیکان در مقابل سپاهان در هفته پنجم لیگ برتر، نعمتی تک‌گل پیکان را به‌ثمر رساند. در هفته شانزدهم، در تساوی ۱–۱ پیکان در مقابل گسترش فولاد، نعمتی گل پیکان را به‌ثمر رساند. در شکست ۲–۳ پیکان در مقابل استقلال، در هفته نوزدهم، نعمتی گل اول پیکان را زد. هفته بیست و پنجم؛ در پیروزی ۳–۱ پیکان در مقابل ماشین‌سازی، نعمتی یک گل زد و یک پاس‌گل داد. در هفته بیست و هفتم، در شکست ۱–۲ پیکان در برابر ذوب‌آهن، نعمتی تک‌گل پیکان را به‌ثمر رساند. در پیروزی ۲–۰ پیکان در هفته بیست و نهم مقابل سایپا، نعمتی گل اول پیکان را زد.

### پرسپولیس تهران

#### فصل ۱۳۹۷–۱۳۹۶

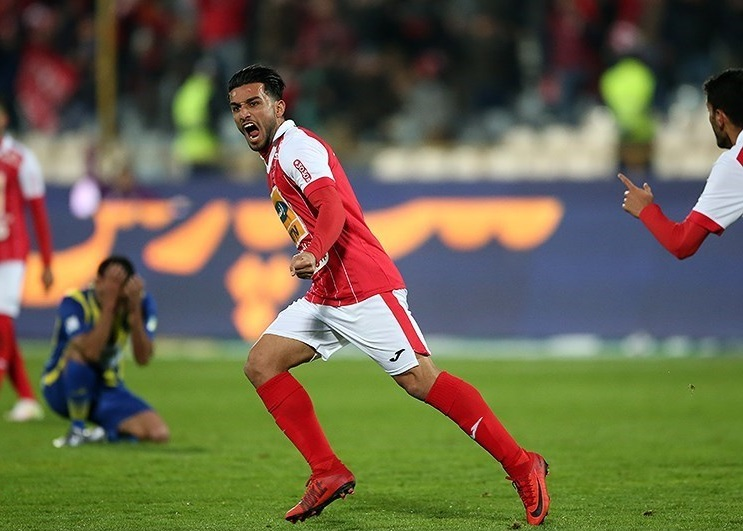
نعمتی پس از گلزنی مقابل گسترش فولاد در سال ۱۳۹۶

در ۱۷ خرداد ۱۳۹۶؛ نعمتی در نقل و انتقالات تابستانی لیگ هفدهم با قراردادی دو ساله به پرسپولیس پیوست تا پس از جذب گادوین منشا، زوج فصل پیش پیکان، این فصل در تیم پرسپولیس بازی کنند. سیامک نعمتی اولین بازی خود را برای پرسپولیس در مقابل الهلال عربستان، در لیگ قهرمانان آسیا ۲۰۱۷ انجام داد.
نخستین پاس‌گل سیامک نعمتی در بازی پرسپولیس و نفت تهران در سوپر جام ایران ۱۳۹۶ بود که مهدی طارمی توانست آن را گل کند و پرسپولیس ۳–۰ در برابر نفت تهران به پیروزی رسید. نخستین گل نعمتی برای پرسپولیس در هفته بیستم لیگ برتر خلیج فارس و در مسابقه پرسپولیس و گسترش فولاد به‌ثمر رسید. نعمتی در هفته بیست و هشتم لیگ برتر، در پیروزی پرسپولیس در مقابل استقلال خوزستان، تک‌گل پرسپولیس را به‌ثمر رساند.
نعمتی در لیگ قهرمانان آسیا ۲۰۱۸، از بازیکنان اصلی ترکیب برانکو بود و از ۱۴ بازی پرسپولیس، ۱۲ بازی کرد (۲ بازی را به دلیل محرومیت از دست داد). نعمتی در مرحلهٔ گروهی لیگ قهرمانان آسیا ۲۰۱۸ در شکست ۱–۳ پرسپولیس در مقابل السد، تک‌گل پرسپولیس را در دقیقه ۹۴، ثمر رساند.
سیامک نعمتی در نیمه‌نهایی لیگ قهرمانان آسیا ۲۰۱۸، در مقابل تیم السد قطر نیز گل زد و به صعود تیم پرسپولیس به فینال این رقابت‌ها کمک کرد؛ این گل به انتخاب کاربران کنفدراسیون فوتبال آسیا به عنوان برترین گل مرحلهٔ نیمه‌نهایی شناخته شد.
نعمتی در بازی رفت فینال لیگ قهرمانان آسیا ۲۰۱۸ در مقابل کاشیما اخراج شد و بازی برگشت را از دست داد. پرسپولیس در بازی رفت مقابل کاشیما ۰–۲ شکست خورد و در بازی برگشت به تساوی بدون گل رسید و نایب‌قهرمان شد.
در پایان این فصل، سیامک نعمتی به‌همراه پرسپولیس توانست نایب‌قهرمان لیگ قهرمانان آسیا، قهرمان لیگ برتر و سوپر جام شود.

#### فصل ۱۳۹۸–۱۳۹۷

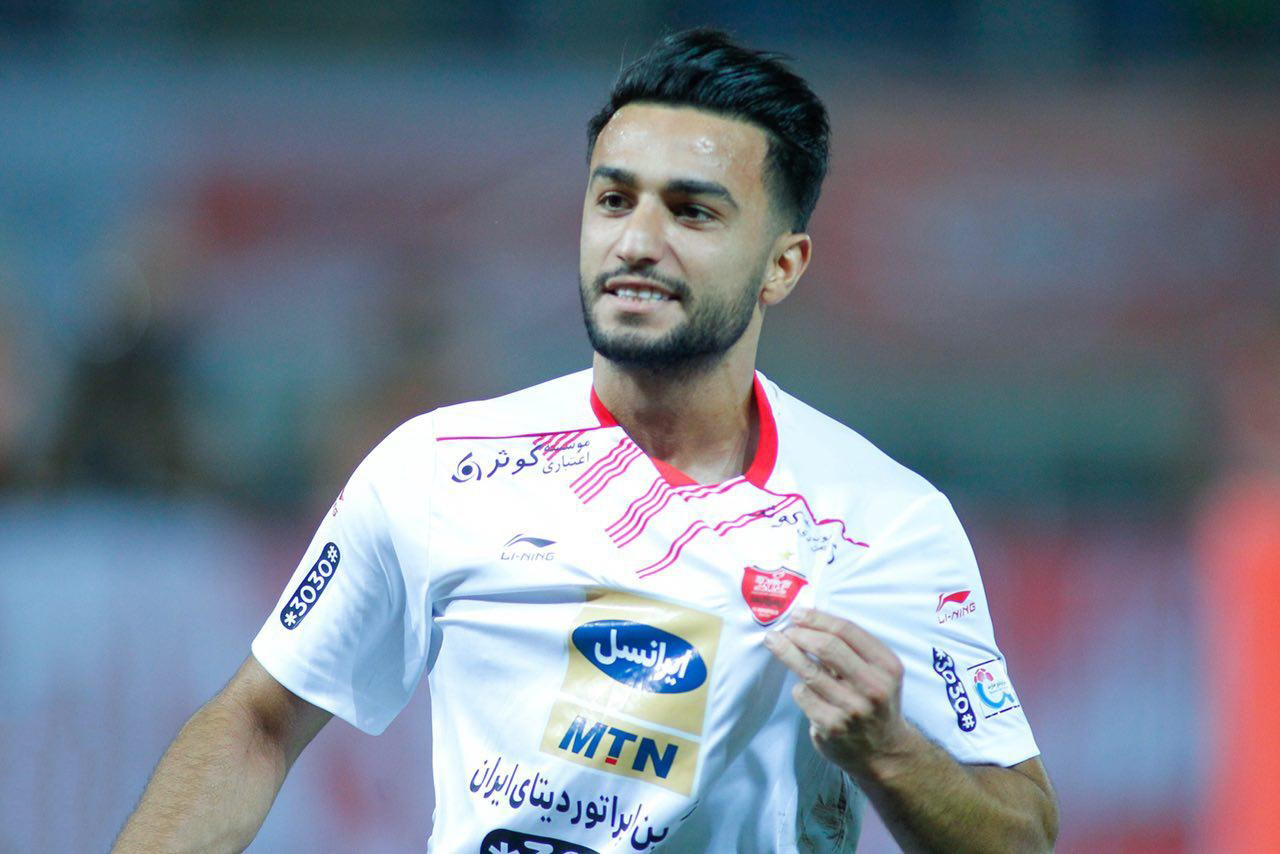
نعمتی در بازی هفته اول لیگ برتر ۹۸–۱۳۹۷ در مقابل پدیده

در هفته دوم لیگ برتر، در پیروزی ۳ بر صفر پرسپولیس در مقابل فولاد، نعمتی دو گل برای پرسپولیس به‌ثمر رساند. در پیروزی ۲–۱ پرسپولیس در مقابل پدیده در هفته شانزدهم لیگ برتر، نعمتی گل دوم را زد. در برد ۳–۱ پرسپولیس در هفته بیست و دوم مقابل سپیدرود، نعمتی گلزنی کرد. در هفته بیست و چهارم لیگ برتر، در پیروزی ۲–۰ پرسپولیس در مقابل پیکان، نعمتی اولین گل پرسپولیس را به‌ثمر رساند.
نعمتی در هر ۵ بازی پرسپولیس در جام حذفی بازی کرد اما موفق به گلزنی نشد. نعمتی به همراه پرسپولیس، داماش را در فینال این رقابت‌ها در ورزشگاه فولادآرنا با تک‌گل علی علیپور شکست داد و قهرمان شد.
در مرحلهٔ گروهی لیگ قهرمانان آسیا ۲۰۱۹، پرسپولیس باید به مصاف تیم‌های پاختاکور، السد و الاهلی می‌رفت. پرسپولیس این بازی‌ها را با ۳ شکست، ۲ پیروزی و ۱ تساوی به پایان رساند. نعمتی در ۵ بازی از ۶ بازی پرسپولیس به میدان رفت.
در سوپر جام ۱۳۹۷، پرسپولیس (قهرمان لیگ برتر ۱۳۹۷–۱۳۹۶) باید به مصاف استقلال (قهرمان جام حذفی ۱۳۹۷–۱۳۹۶) می‌رفت اما استقلال به دلیل حاضر نشدن در زمین بازی، کمیته برگزاری مسابقات بازی را ۳–۰ به نفع پرسپولیس اعلام کرد و پرسپولیس قهرمان سوپرجام شد.
سیامک نعمتی با پرسپولیس در این فصل توانست سه‌گانه قهرمانی (قهرمان لیگ برتر، جام حذفی و سوپر جام) را کسب کند.

#### فصل ۱۳۹۹–۱۳۹۸

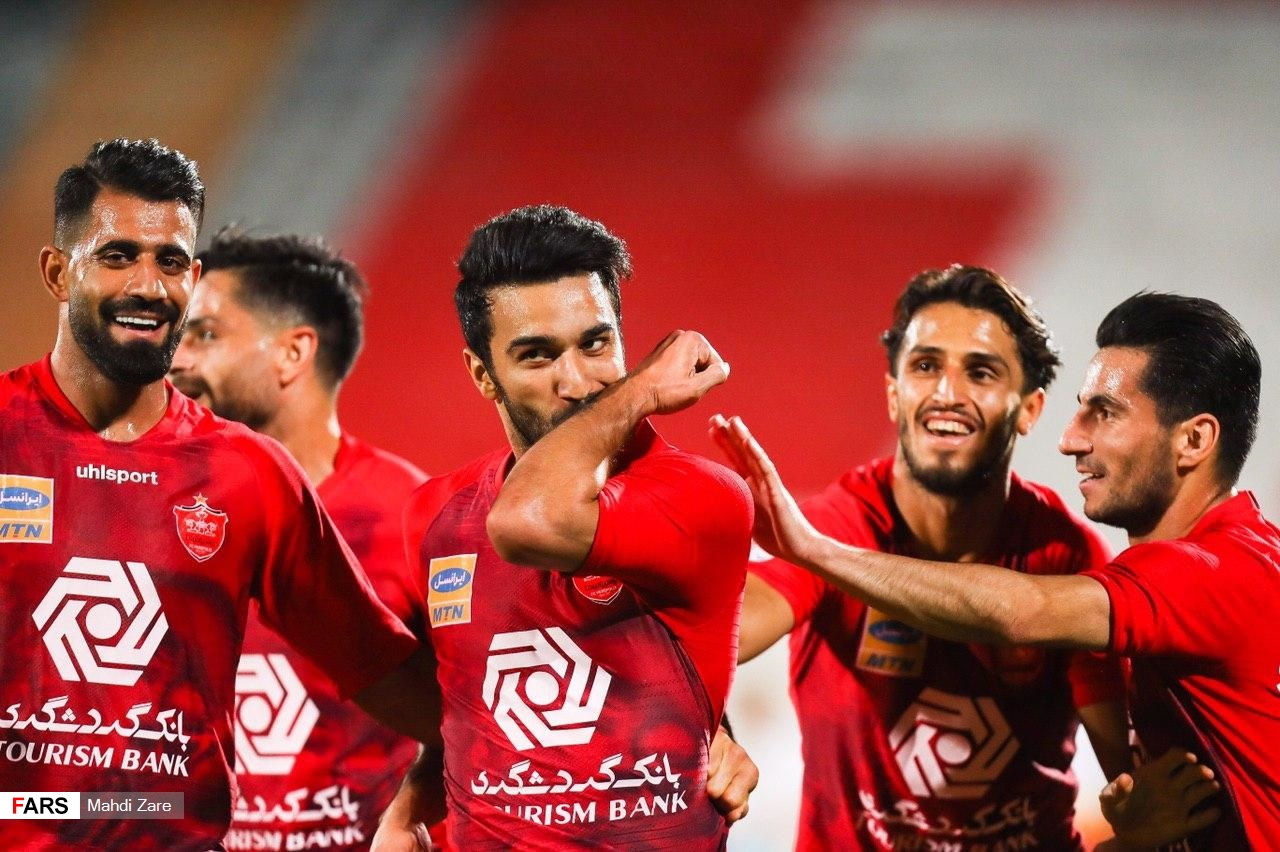
سیامک نعمتی پس از گلزنی مقابل فولاد در هفته بیست و پنجم فصل ۹۹–۱۳۹۸ لیگ برتر

در پیروزی پرسپولیس در مقابل فولاد در هفته بیست و پنجم لیگ برتر، نعمتی تک‌گل پرسپولیس را به‌ثمر رساند. در پایان فصل نعمتی به همراه پرسپولیس قهرمان لیگ برتر شد.
سیامک نعمتی به غیر از دو بازی اول پرسپولیس مقابل الدحیل و الشارجه در تمام بازی‌های پرسپولیس در لیگ قهرمانان آسیا ۲۰۲۰ حضور داشت. در یک‌هشتم نهایی، نعمتی در پیروزی ۲–۰ پرسپولیس در مقابل پاختاکور، پاس‌گل دوم را به عیسی آل کثیر داد. در نیمه‌نهایی لیگ قهرمانان، در پنالتی‌ها نعمتی چهارمین پنالتی پرسپولیس را گل کرد که در نهایت پرسپولیس در مجموع پنالتی‌ها، ۵–۳ النصر را شکست داد و به فینال رقابت‌ها رسید. در فینال، پرسپولیس ۱–۲ مغلوب اولسان هیوندای شد و نایب‌قهرمان رقابت‌ها شد.

## دوران ملی

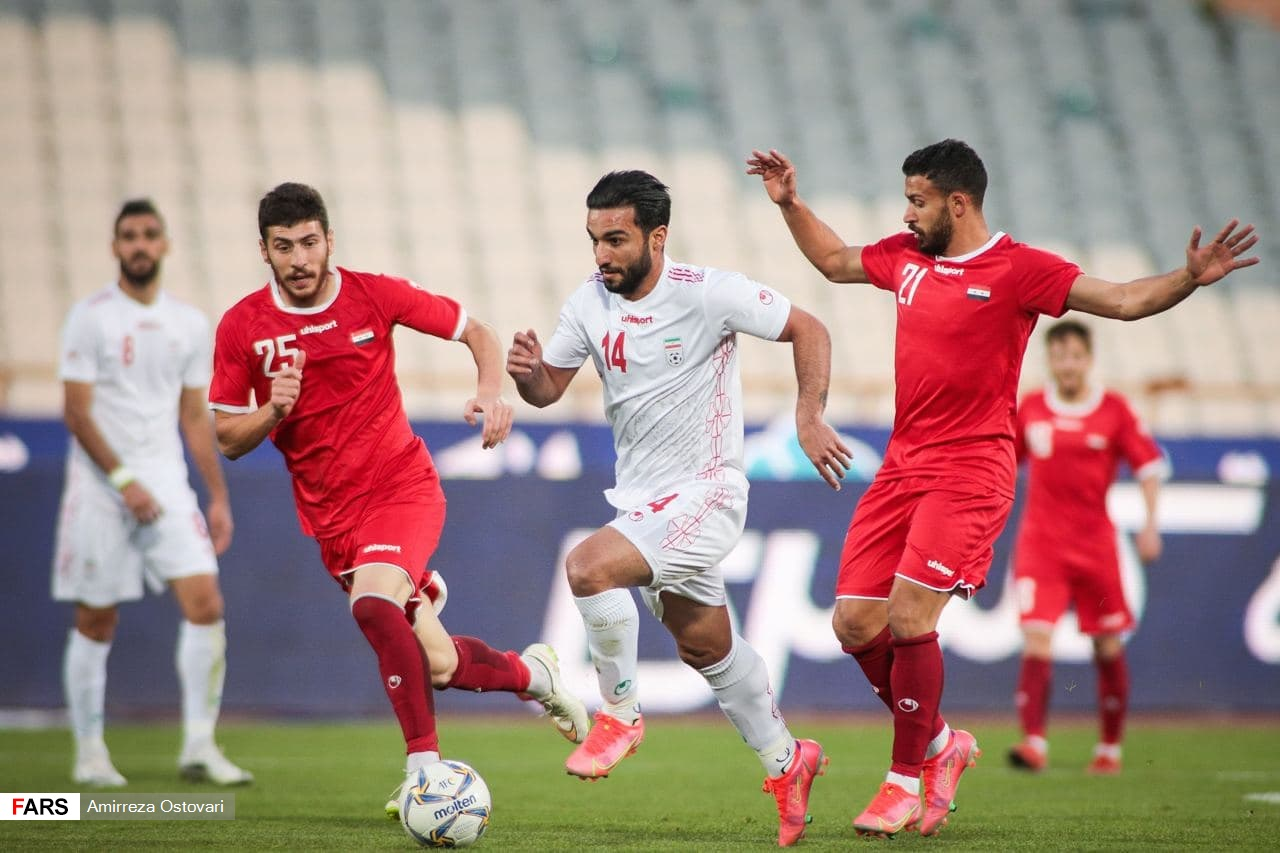
نعمتی در حال بازی برای ایران در مقابل سوریه، سال ۲۰۲۱

سیامک نعمتی برای نخستین بار در سال ۱۳۹۹ با دعوت دراگان اسکوچیچ و بازی مقابل ازبکستان که با برتری ۲–۱ تیم ملی ایران پایان گرفت، پیراهن تیم ملی را بر تن کرد.

## آمار

### باشگاهی
تا تاریخ ۹ دی ۱۴۰۲
| باشگاه     | دسته       | فصل        | لیگ برتر | لیگ برتر | جام حذفی | جام حذفی | آسیا | آسیا | سوپر جام | سوپر جام | مجموع | مجموع |
| باشگاه     | دسته       | فصل        | بازی     | گل       | بازی     | گل       | بازی | گل   | بازی     | گل       | بازی  | گل    |
| ---------- | ---------- | ---------- | -------- | -------- | -------- | -------- | ---- | ---- | -------- | -------- | ----- | ----- |
| پیکان      | لیگ برتر   | ۹۴–۱۳۹۳    | ۱۴       | ۰        | ۱        | ۰        | —    | —    | —        | —        | ۱۵    | ۰     |
| پیکان      | آزادگان    | ۹۵–۱۳۹۴    | ۳۰       | ۸        | ۱        | ۰        | —    | —    | —        | —        | ۳۱    | ۸     |
| پیکان      | لیگ برتر   | ۹۶–۱۳۹۵    | ۲۴       | ۴        | ۲        | ۰        | —    | —    | —        | —        | ۲۶    | ۴     |
| پیکان      | مجموع      | مجموع      | ۶۸       | ۱۲       | ۴        | ۰        | —    | —    | —        | —        | ۷۲    | ۱۲    |
| پرسپولیس   | لیگ برتر   | ۹۷–۱۳۹۶    | ۲۳       | ۲        | ۳        | ۰        | ۱۳   | ۱    | ۱        | ۰        | ۴۰    | ۳     |
| پرسپولیس   | لیگ برتر   | ۹۸–۱۳۹۷    | ۲۷       | ۵        | ۵        | ۰        | ۵    | ۱    | ۰        | ۰        | ۳۷    | ۶     |
| پرسپولیس   | لیگ برتر   | ۹۹–۱۳۹۸    | ۲۱       | ۱        | ۲        | ۰        | ۰    | ۰    | ۰        | ۰        | ۲۳    | ۱     |
| پرسپولیس   | لیگ برتر   | ۰۰–۱۳۹۹    | ۲۴       | ۲        | ۲        | ۰        | ۱۳   | ۰    | ۱        | ۰        | ۴۰    | ۲     |
| پرسپولیس   | لیگ برتر   | ۰۱–۱۴۰۰    | ۱۳       | ۳        | ۲        | ۱        | ۲    | ۰    | ۰        | ۰        | ۱۷    | ۴     |
| پرسپولیس   | لیگ برتر   | ۰۲–۱۴۰۱    | ۱۳       | ۰        | ۲        | ۱        | —    | —    | —        | —        | ۱۵    | ۱     |
| پرسپولیس   | مجموع      | مجموع      | ۱۲۱      | ۱۳       | ۱۶       | ۲        | ۳۳   | ۲    | ۲        | ۰        | ۱۷۲   | ۱۷    |
| تراکتور    | لیگ برتر   | ۰۳–۱۴۰۲    | ۱۴       | ۱        | ۰        | ۰        | ۱    | ۰    | —        | —        | ۱۵    | ۱     |
| تراکتور    | مجموع      | مجموع      | ۱۴       | ۱        | ۰        | ۰        | ۱    | ۰    | —        | —        | ۱۵    | ۱     |
| مجموع آمار | مجموع آمار | مجموع آمار | ۲۰۳      | ۲۶       | ۲۰       | ۲        | ۳۴   | ۲    | ۲        | ۰        | ۲۵۹   | ۳۰    |

### ملی
تا تاریخ ۳۰ مارس ۲۰۲۱
| ایران | ایران | ایران |
| سال   | بازی  | گل    |
| ----- | ----- | ----- |
| ۲۰۲۰  | ۲     | ۰     |
| ۲۰۲۱  | ۱     | ۰     |
| مجموع | ۳     | ۰     |

## افتخارات

### باشگاهی

#### پیکان
- لیگ آزادگان
  - قهرمان (۱): ۹۵–۱۳۹۴[۲۶]

#### پرسپولیس
- لیگ برتر خلیج فارس
  - قهرمان (۵): ۱۳۹۷–۱۳۹۶، ۱۳۹۸–۱۳۹۷، ۱۳۹۹–۱۳۹۸، ۱۴۰۰–۱۳۹۹، ۱۴۰۲–۱۴۰۱
  - نایب‌قهرمان (۱): ۱۴۰۱–۱۴۰۰
- جام حذفی ایران
  - قهرمان (۲): ۱۳۹۸–۱۳۹۷، ۰۲–۱۴۰۱
- سوپر جام ایران
  - قهرمان (۵): ۱۳۹۶، ۱۳۹۷، ۱۳۹۸، ۱۳۹۹، ۱۴۰۲
  - نایب‌قهرمان (۱): ۱۴۰۰
- لیگ قهرمانان آسیا
  - نایب‌قهرمان (۲): ۲۰۱۸، ۲۰۲۰